# 쿠잔 (프로게이머)
쿠잔(본명: 이성혁, 1997년 1월 7일~)은 대한민국의 리그 오브 레전드 프로게이머로 아이디는 Kuzan이다. 포지션은 미드라이너이다.

## 선수 생활
2015년 5월 진에어 그린윙스에 입단하면서 프로 커리어를 시작했다. 2015시즌에서는 갱맘의 서브 선수로 활동하면서 간간히 출전했다.
2016시즌을 앞두고 갱맘이 팀을 떠나면서 팀의 주전 미드라이너로 도약했다. 스프링 시즌에서는 트레이스와 번갈아 출전하면서 출전 때마다 좋은 모습을 보여주었다. 스프링 포스트시즌에서도 팀의 승리에 기여하는 모습을 보여주었다. 
2017 스프링 시즌에서는 부진한 모습을 보여주었다. 서머 시즌에서도 초반 부진한 모습을 보여주었으나 이후 점차 반등하는 모습을 보여주었다.
2018시즌을 앞두고 락스 타이거즈에 입단했다. 하지만 락스에서는 라바가 주전으로 도약하면서 출전하지 못했다.
2019시즌을 앞두고 ES 샤크스에 입단했다. 스프링 시즌 좋은 모습을 보여주면서 스프링 시즌 챌린저스 MVP를 수상했다. 팀은 승강전에 진출했지만 승격에는 실패했다.
2019 서머 시즌을 앞두고 Gen.G에 입단했다. 서머 1라운드에서는 좋은 모습을 보여주었다. 하지만 2라운드로 가면서 리치와 플라이에게 밀리며 출전하지 못했다.
2020시즌을 앞두고 팀 다이나믹스에 입단했다. 스프링 시즌 팀의 주전 미드로 출전하였으며 팀의 승격에 기여했다. 서머 시즌 팀의 주전으로 활약하면서 좋은 모습을 보여주었다. 2020시즌 종료 후 팀에서 퇴단했다.

## 소속팀
| # | 팀명            | 소속 기간             | 소속 리그 | 비고 |
| - | --------------- | --------------------- | --------- | ---- |
| 1 | 진에어 그린윙스 | 2015.5~2017.11        | LCK       |      |
| 2 | 락스 타이거즈   | 2017.12.27~2018.10.05 | LCK       |      |
| 3 | ES 샤크스       | 2018~2019.05.20       | CK        |      |
| 4 | Gen.G           | 2019.05.20~2019.11.18 | LCK       |      |
| 5 | 팀 다이나믹스   | 2019.11.27~2020.10.19 | CK LCK    |      |

## 수상 내역
- 네네치킨 리그 오브 레전드 챌린저스 코리아 서머 2015 리그 2 우승
- 제닉스 리그 오브 레전드 챌린저스 코리아 스프링 2019 우승
- 제닉스 리그 오브 레전드 챌린저스 코리아 서머 2019 준우승